# Улица Дарвина (Киев)
У́лица Да́рвина (укр. ву́лиця Да́рвіна) — улица в Печерском районе города Киева, местности Бессарабка, Липки. Пролегает от Крутого спуска до Шелковичной улицы.

## История
Улица Дарвина проложена в 1910—1913 годы сквозь усадьбы киевлян Стефановичей, Магеровских, Ганке, Свистуновой и по их просьбе в 1913 году названа Новолевашовской, как прилегающей к Левашовской улице (названой в честь киевского генерал-губернатора, графа В. В. Левашова). Современное название — в честь английского учёного Чарльза Дарвина — с 1938 года.

## Памятники истории и архитектуры
Застройка улицы Дарвина относится к 1930-м годам. Среди зданий выделяется дом № 5, возведённый в стиле позднего конструктивизма. Здание № 10 (1940 год) является памятником архитектуры, возведено в 1930-е годы. Памятником истории является здание № 6 — дом Академии архитектуры УССР.

## Важные учреждения
- Музыкальная школа № 9 (дом № 10)
- Дворец детей и юношества Печерского района (дом № 2)